# Haplophyllum rubrotinctum
Haplophyllum rubrotinctum är en vinruteväxtart som beskrevs av C. C. Townsend. Haplophyllum rubrotinctum ingår i släktet Haplophyllum och familjen vinruteväxter. Inga underarter finns listade i Catalogue of Life.